# ثورة الطوارق (1990-1996)
ثورة الطوارق هي الثورة الثانية للطوارق في أزواد بعد ثورة كيدال 1962 م، بدأت الثورة عام 1990 م بمهاجمة الحركة الشعبية لتحرير أزواد سجنا وثكنة عسكرية للجيش المالي في منطقة منكا، وانتهت في عام 1996 م بحل الحركات الطارقية الثائرة، وتسليم الثوار الطوارق أسلحتهم في مهرجان شعلة السلام في مدينة تمبكتو، وارتكب الجيش المالي خلالها العديد من الجرائم بحق المدنيين الطوارق العزل.

## الأوضاع قبل الثورة
خلال ثورة كيدال 1962 م ارتكب الجيش المالي العديد من الجرائم بحق البدو الطوارق، من قتل واستيلاء على المواشي وتسميم الآبار ، مما أدى إلى هجرة جماعية لهم إلى البلدان المجاورة الجزائر، وليبيا، وموريتانيا ، ليأتي بعد ذلك جفاف السبعينات الذي ضرب منطقة الساحل والصحراء، لتجف الآبار، وتذهب البقية الباقية من الثروة الحيوانية ، لتبدأ بذلك موجة هجرة جديدة، نحو الجزائر وليبيا وموريتانيا ونيجيريا في عصرها الذهبي، والبعض واصل الرحلة نحو السعودية، وبعد أن استولى العقيد معمر القذافي على الحكم في ليبيا 1969 م، أعلنت السلطات الليبية ترحيبها بالطوارق، وفتحت الحدود لهم، وأتاحت الفرص لأبنائهم للالتحاق بالمدارس الحكومية، وضمت المتعلمين منهم في الإدارات العمومية، ودمجت شبابهم في الجيش الليبي ، ليتلقوا تكوينا عسكريا في الكتيبة الخضراء التي شكلها القذافي من الطوارق.

## التحضير للثورة
بعد انتهاء الحرب الليبية التشادية 1987 م، فاوض العسكريون الطوارق في ليبيا السلطات الليبية بشأن وعودها السابقة المتمثلة في مساعدتهم في تمويل ثورتهم ، ليتم بعد ذلك تأسيس الحركة الشعبية لتحرير أزواد في عام 1988 م.

## أحداث الثورة
في عام 1990 م بدأت الثورة، بمهاجمة الحركة الشعبية لتحرير أزواد سجن وثكنة عسكرية للجيش المالي في منطقة منكا، ليرد الجيش المالي بالهجوم على المدنيين الطوارق العزل، وذلك للضغط على الثوار، بعد أن فشل في كسب أي مواجهة مباشرة ضدهم ، أدت اعتداءات الجيش المالي على المدنيين الطوارق إلى موجة نزوح جديدة، ونقل حينها عن قائد عسكري مالي أن حل قضية الطوارق يكمن في إبادتهم. أدانت المنظمات الحقوقية المذابح التي ارتكبها الجيش المالي ضد المدنيين الطوارق العزل، ورفع رئيس المنظمة الدولية للدفاع عن حقوق الأقليات jean pierre valanti رسالة للرئيس الفرنسي حينها فرانسوا ميتران يطالبه فيها بسرعة التحرك في قضية الطوارق بحكم علاقات بلاده بجمهورية مالي، وطالب فالنتي من كل الفرنسيين أن يعبروا عن عميق آلامهم للرئيس الفرنسي وحكومته، وأن يطلبوا بمحاكمة المعتدين من جنود الجيش المالي الذين ارتكبوا بحق المدنيين الطوارق أبشع الجرائم، بعد هذه الرسالة تدخلت فرنسا ودعت سلطات مالي للجلوس إلى طاولة المفاوضات مع الحركة الشعبية لتحرير أزواد.

### اتفاقية تمنغست 1991 م
سعى الرئيس المالي موسى تراوري لوقف هجمات الثوار الطوارق، فالوضع الداخلي لا يحتمل، والنداءات الدولية تحاصره، والثوار يكبدون الجيش المالي المزيد من الخسائر، وظاهرة الهروب من الجيش في ازدياد. بعد زيارة للجزائر ولقاء بوزير الشؤون الإنسانية الفرنسي كوشنار عبر الرئيس تراوري عن استعداده للاستجابة لكل مطالب الطوارق، ليعقد اجتماع بين الحكومة المالية والحركة الشعبية لتحرير أزواد بتمنراست جنوب الجزائر بحضور جزائري قوي، وتم توقيع الاتفاقية التي تنص على وقف الهجمات من الطرفين وسحب القوات المالية من منطقتي تمبكتو، وكيدال، والعمل على منح المنطقتين حكما ذاتيا بالإضافة إلى تخصيص جزء من المداخيل لتنمية المنطقة، بعد توقيع الاتفاقية امتنعت السلطات المالية عن نشر بنودها في الجريدة الرسمية، وبسبب إلحاح أعضاء الوفد نشرت بنود الاتفاقية، لتستغلها المعارضة والجيش لإيهام السكان بأن الرئيس باع جزء من البلاد ، وتم تأليب السكان ضد الرئيس والطوارق في إشارة واضحة من الجيش على أنه ضد الاتفاقية، وقامت العديد من المظاهرات، ليقوم الجيش المالي بالإطاحة بالرئيس وبالاتفاقية.

### انقلاب أمادو توماني توري 16 مارس 1991 م
قاد المقدم أمادو توماني توري انقلابا عسكريا ضد الرئيس المالي موسى تراوري، وقام باعتقاله وأعضاء حكومته، واستولى على الحكم في 16 مارس 1991 م، وأعلن إلغاء اتفاقية تمنراست الموقعة بين الحكومة والثوار بعد شهرين من توقيعها، وأعلن حالة الطوارئ في كل أنحاء البلاد، وأمر الجيش بتطهير الصحراء من الطوارق، فأصبح الطوارق كالظباء هدفا للصيد أينما وجدوا مستهدفين من قبل الجيش والسكان على حد سواء، وتفنن الجيش في إبادة الطوارق مرتكبا أبشع الجرائم.

### موجة الهجرة والنزوح
لم يجد المدنيون الطوارق سبيلا للنجاة من الموت سوى الهجرة، وقدرت مصادر صحفية عدد النازحين من أزواد ( شمال مالي ) إلى الجزائر وموريتانيا وبوركينافاسو بـ 200 ألف نازح خلال شهرين فقط من اندلاع المواجهات، فيما وصل العدد الاجمالي للنازحين الطوارق في موريتانيا إلى 100 ألف نازح، وفي الجزائر 180 ألف نازح ، وفي بوركينا فاسو 50 ألف نازح.

### تجدد المواجهات بين الثوار الطوارق والجيش المالي
عاد الثوار الطوارق لشن الحرب ضد الجيش مالي، ونظموا أنفسهم في عدة حركات انشقت معظمها من الحركة الأم «الحركة الشعبية لتحرير أزواد» التي يقودها إياد أغ غالي، والتي وقعت اتفاق تمنراست مع الرئيس المالي موسى تراوري في 1991 م، وأصبح الثوار يهاجمون المدن الكبرى، مثل، تمبكتو، رغم أن المواجهة لم تكن متساوية فبينما كانت مالي تحصل على الدعم السخي من فرنسا وحتى بعض الدول العربية كما أكد ذلك موسى أغ أشراش منسق الحركات في لقاء مع صحف عربية، لم يحصل الطوارق على الدعم الإعلامي لقضيتهم فما بالك بالمساعدات الأخرى. توزعت على الساحة الأزوادية شمال مالي خمس حركات، هي: الجبهة العربية الإسلامية لتحرير أزواد، ويقودها الذهب ولد سيدي محمد، وتمثل العرب في أزواد، , والجيش الثوري لتحرير أزواد ويقوده عبد الرحمن أغ فله، والجبهة الشعبية لتحرير أزواد بقيادة غسى أغ سيدي محمد، والجبهة المتحدة لتحرير أزواد وهي فصيل يضم المنشقين من كل الحركات الطارقية، والحركة الشعبية لتحرير أزواد التي يقودها إياد أغ غالي وهي الحركة الأم لكنها تصدعت بفعل الانشقاقات المتكررة.

### توقيع المعاهدة الوطنية 1992 م
أتت أول انتخابات رسمية في مالي بأستاذ التاريخ ألفا عمر كوناري رئيسا للبلاد، وكان أول قرار اتخذه انهاء الحرب مع الطوارق، واشترط على الطوارق التخلي عن فكرة الاستقلال وعبر عن استعداده لأي حل في إطار الوحدة الوطنية ، فتم عقد اجتماع حضره ممثلو دول المنطقة بالإضافة إلى ممثلي فرنسا في باماكو، وذلك يوم 11 من أبريل 1992 م للتوقيع على الاتفاقية أو ما سمي بـ«المعاهدة الوطنية» ويحصل بموجبها إقليم أزواد شمال مالي على استقلال ذاتي محدود في إدارة شؤونه ويخصص جزء من الميزانية المالية لرفع مستوى معيشة سكان الإقليم، ويتم إنشاء مكتب في باماكو تحت اسم مكتب شؤون الشمال لتقديم الاقتراحات اللازمة لحل معضلات الإقليم، كما يتم دمج عدد من الثوار الطوارق في الجيش المالي، على أن يتم دمج البقية في الحياة المدنية، وطالب الطوارق بلجنة دولية لضمان تنفيذ الاتفاق وتفعيله، وإنشاء لجنة لتقصي الحقائق حول المجازر التي وقعت في الشمال ومحاسبة مرتكبيها، ولم يتم تنفيذ أي بند من بنود الاتفاق سوى دمج مجموعة قليلة من الثوار في الجيش المالي، لكن سرعان ما هربوا منه بسبب المعاملة السيئة التي تلقوها من قادته الذين كانوا قد اعترضوا على المعاهدة وأيدوا الحل العسكري.

### تجدد المواجهات مرة أخرى بين الثوار الطوارق والجيش المالي
عادت المواجهات بين الثوار الطوارق والجيش المالي أكثر ضراوة، وتعذرت السلطات المالية بقلة الامكانيات المادية، وأن ذلك هو السبب المباشر في عدم تطبيق المعاهدة، وقامت بحملة دبلوماسية على الدول المجاورة بقصد منع احتضان القادة الطوارق، ونجحت في إقناع هذه الدول بطرد قادة الطوارق ، وإجبارهم على العودة إلى طاولة المفاوضات والرضى بالقليل ولو كان شخصيا، والمطالبة بالوسائل السلمية لتنفيذ بنود الاتفاق المبرم.

### مهرجان شعلة السلام في تمبكتو 1996 م

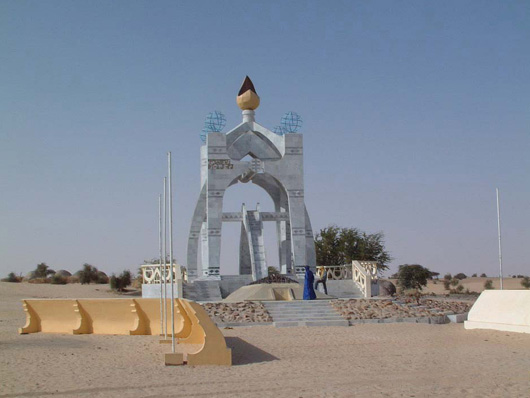
نصب تذكاري لإحياء ذكرى مهرجان " شعلة السلام " عام 1996 م في تمبكتو.

تم توقيع اتفاق سلام في مدينة تمبكتو شمال مالي ( أزواد ) في مهرجان تحت اسم «شعلة السلام»، بحضور ممثلين عن الدول الإفريقية والإسلامية والأوربية، وسلم الثوار الطوارق ثلاثة آلاف قطعة سلاح، لتحرق. وتم بالمناسبة رسميا حل الحركات الطارقية الثائرة.